# Atya ortmannioides
Atya ortmannioides е вид десетоного от семейство Atyidae. Видът е уязвим и сериозно застрашен от изчезване.

## Разпространение и местообитание
Разпространен е в Мексико (Гереро, Мичоакан, Оахака, Халиско и Южна Долна Калифорния).
Обитава крайбрежията на сладководни басейни и потоци.